# 杨斌 (1962年)
杨斌（1962年9月4日—），福建连江县人，经济学博士，中国大陆学者、教授。现为厦门大学副校长（正厅级），厦门大学“闽江学者计划”特聘教授、博士生导师，全国重点学科（财政学）学术带头人之一，为专门从事财政税务、宏观经济问题研究的著名学者。

## 生平
1979年考入厦门大学财政金融系，先后于1983年、1986年、1989年获学士、硕士和博士学位，此后留校任讲师。1991年晋升为副教授，1993年破格晋升为教授。1996年起任厦门大学财政金融系博士生导师。1991年至1995年任厦门大学财政金融系副主任，1995年至2002年任厦门大学教务处处长、厦门大学瓯江学院和晋江学院院长，2002年8月至2012年11月任闽江学院校长，2012年11月起任厦门大学副校长（正厅级）。先后赴英国约克大学、澳大利亚莫纳什大学、美国麻萨诸塞大学、澳大利亚新南威尔士大学作高级访问学者。
现兼任福建省政府顾问、中国税务学会理事、中国国际税收研究会理事、国际财政学会（IFA）个人会员等。1996年获霍英东青年教师基金。1998年入选教育部首批跨世纪优秀人才培养计划。2001年被评为首批“闽江学者奖励计划”特聘教授。

## 学术研究
先后主持国家自然科学基金项目8项，在经济研究、管理世界、财贸经济、财政研究、税务研究等学术杂志发表论文190余篇，著有财政学（第一版、第二版）、税收学（第一版、第二版）、国际税收制度规则和管理办法比较研究、比较税收制度、治税的效率和公平、中国税改论辩、中国税收法律制度、中国税制实务等专著教材。先后获得国家级优秀教学成果奖和省部级优秀科研成果奖23项。
| 厦门大学副校长（正厅级） 任职时间：2012年11月起 |